# Discrimination par la taille
La discrimination par la taille est une discrimination relative à la taille d'une personne. Elle porte généralement sur des caractéristiques physiques telles que l'extrême grandeur, petitesse, minceur ou grosseur.

## Discrimination
Ce type de discrimination peut prendre plusieurs formes, du refus d'embaucher quelqu'un en raison de sa petite ou grande taille au mépris des personnes en surpoids ou en sous-poids. Les stéréotypes liés à la taille (tels que "les personnes en surpoids sont paresseuses" ou "les personnes grandes savent jouer au basketball") sont souvent ancrés dans notre société. Les personnes petites sont souvent qualifiées de "méchantes" lorsqu'elles acquièrent de l'autorité, de plus les hommes de petite taille ont moins de chances de trouver une partenaire car les femmes refusent de se mettre en couple avec une personne plus petite qu'elles, allant parfois jusqu'à exiger un partenaire beaucoup plus grand. 
La législation anti-discrimination est souvent centrée autour des discriminations de type sexuelles, raciales ou religieuses mais ne définit pas précisément la discrimination par la taille comme un délit.

## Caractéristiques
La discrimination par la taille peut être basée sur la taille, le poids ou les deux, elle est donc souvent associée à ces discriminations sans en être synonyme. Selon les cultures et les pays, les personnes ont tendance à être généralement grandes, minces, petites ou corpulentes et de nombreuses sociétés ont des attitudes internationalisées face à la taille. 
Un exemple type consiste à penser qu'une catégorie de personnes est supérieure à une autre et à avoir une perception péjorative de leurs différences physiques. 
Ce phénomène de stigmatisation peut entraîner une exclusion de cette catégorie de personnes. Le sociologue Nicolas Herpin s'est notamment penché sur la relation entre la taille des hommes et leur statut social, et a constaté que les hommes petits ont en général des revenus moindres ainsi que moins de partenaires stables dans leurs vies amoureuses que les hommes grands, ce qui peut être dû à une représentation sociale et médiatique négative. 
En 2013, Mike Jeffries, l'ancien PDG de la marque de prêt-à-porter Abercrombie & Fitch, a été l'objet d'une controverse à la suite d'une déclaration dans laquelle il confirmait sa volonté d'exclure les personnes en sur-poids de sa clientèle, refusant de commercialiser des vêtements pour femmes au-delà de la taille 40. À la suite d'une pétition signée par 80 000 internautes, la marque revient sur sa décision et recommercialise des vêtements féminins en taille XL et XXL.

## Droit par pays

### Canada

#### Québec
Dans l'affaire Ward c. Québec (Commission des droits de la personne et des droits de la jeunesse) , la Cour suprême reconnaît un lien possible entre le handicap de l'article 10 de la Charte québécoise et l'apparence physique, mais elle affirme que les propos qui relèvent de l'humour ne sont pas ordinairement de nature à entraîner un effet social discriminatoire car de tels propos ne cherchent pas à provoquer l'exclusion ou la haine. Au contraire, elle observe que distribuer des tracts haineux comme dans l'arrêt Saskatchewan (Human Rights Commission) c. Whatcott est un bon exemple d'une situation où le critère de l'effet social discriminatoire est satisfait.